# Bernardino Nogara

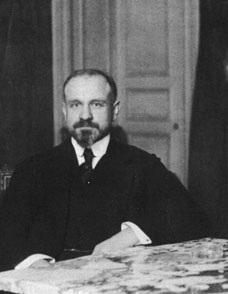
Bernardino Nogara

Bernardino Nogara (Bellano, 17 de julio de 1870 — Milán, 15 de noviembre de 1958) fue un economista e ingeniero italiano, principal asesor financiero de la Santa Sede entre 1929 y 1954, durante los pontificados de Pío XI y su sucesor Pío XII, así como primer presidente de la Administración Especial de la Santa Sede. Según el historiador John F. Pollard, Nogara puso las bases de la solidez financiera del Vaticano después de la Segunda Guerra Mundial. Siguió una política de diversificación de las inversiones de la Santa Sede sin que se viera restringida por cuestiones religiosas ni doctrinales.
Se formó en el Politécnico de Milán. Posteriormente trabajó en la industria minera y llegó a ser delegado en Estambul de la Banca Commerciale Italiana. También trabajó en el saneamiento y restructuración del Reichsbank, el Banco central de Alemania, antes de comenzar su labor en la Ciudad del Vaticano en 1929, convirtiéndose en una de las figuras más influyentes en su seno. Ejerció su cargo hasta 1954, aunque continuó realizando labores de asesoría a la Santa Sede hasta su fallecimiento. 
Escribió un diario sobre las audiencias que mantuvo con el Papa Pio XI entre 1931 y 1939, que permanece sin publicar.